# Araripeberotha fairchildi
Araripeberotha fairchildi là một loài côn trùng trong họ Berothidae thuộc bộ Neuroptera. Loài này được Martins-Neto & Vulcano miêu tả năm 1990.